# Lijst van burgemeesters van Winsum
Dit is een lijst van burgemeesters van de voormalige Nederlandse gemeente Winsum in de provincie Groningen. In 1990 werden de gemeenten Adorp, Baflo, Ezinge en Winsum samengevoegd onder de naam Winsum.
| Ambtsperiode                        | Naam burgemeester                        | Partij of stroming | Bijzonderheden |
| ----------------------------------- | ---------------------------------------- | ------------------ | --- |
| 1811 - 1816                         | Jacobus Daniëls Bouer                    |                    | |
| 1816 - 1830                         | Stephanus Hendericus Numan               |                    | ovl. 23 oktober 1830                                                                                                  |
| 1831 - 1862                         | Geuchien Bartelts Hopma                  |                    | tevens burgemeester van Baflo                                                                                         |
| 1862 - 1865                         | mr. Jasper Ganderheijden                 |                    | was burgemeester van Grootegast, tevens burgemeester van Baflo                                                        |
| 1865 - 1871                         | Jan Schepel Hzn.                         | liberaal           | werd gedeputeerde van de provincie Groningen                                                                          |
| 1872 - 1873                         | Wijtze J. Bekker                         |                    | werd burgemeester van Bedum                                                                                           |
| 1873 - 1878                         | Hendrik Willem Wierda                    |                    | |
| 1878 - 1918                         | Enno Wierda                              |                    | zoon van zijn voorganger                                                                                              |
| 1918 - 1930                         | Hendrik Barteld Brommersma               |                    | |
| 1930 - 1937                         | Joost Johannes Gerardus Boot             | ARP                | werd burgemeester van Wisch                                                                                           |
| 1937 - 1941                         | mr. Kier Bosch                           | ARP                | |
| 1941 - 1946                         | Reinier Willem Keiser                    |                    | later burgemeester van Doesburg                                                                                       |
| 1946 - 1965                         | mr. Kier Bosch                           | ARP                | ovl. 1965 |
| 1965 - 1971                         | Jacobus Pieter (Jacob) Miedema           | ARP                | werd burgemeester van Dokkum                                                                                          |
| 1972 - 1978                         | Hendrik Cornelis (Henk) Kleemans         | ARP                | werd burgemeester van Kampen                                                                                          |
| 1978 - 1984                         | Harm Jan Egbert Bruins Slot              | ARP / CDA          | was kabinetschef van de burgemeester van Apeldoorn, werd burgemeester van Zeewolde                                    |
| 1984 - 1988                         | J.J. (Jaap) Spros                        | CDA                | was wethouder van Krimpen aan den IJssel, werd burgemeester van Boskoop                                               |
| 1989 - 1990                         | Frederik Hendrik (Frits) von Meijenfeldt | CDA                | waarnemend burgemeester, oud-wethouder van Groningen                                                                  |
| 1990 - 2004                         | Adriaan Abraham (Adri) Dees              | VVD                | was burgemeester van Zuidhorn                                                                                         |
| 2004                                | J.R.A. (Joop) Boertjens                  | VVD                | waarnemend burgemeester, oud-gedeputeerde van de provincie Groningen                                                  |
| 1 oktober 2004 - mei 2008           | Yvonne P. van Mastrigt                   | PvdA               | was voorzitter van de deelraad van de Rotterdamse deelgemeente IJsselmonde, werd burgemeester van Hoogezand-Sappemeer |
| 13 mei - november 2008              | Jaap van Dijk                            | CDA                | waarnemend burgemeester, oud-gedeputeerde van de provincie Groningen                                                  |
| 18 november 2008 - 31 december 2018 | Rinus Michels                            | CDA                | was wethouder van Bellingwedde                                                                                        |
| oktober 2010 - juli 2011            | mr. Pieter van der Zaag                  | CDA                | waarnemend burgemeester, verving burgemeester Michels wegens ziekte; oud-burgemeester van Smallingerland              |